# Tyrannochthonius rotundimanus
Tyrannochthonius rotundimanus är en spindeldjursart som beskrevs av Volker Mahnert 1985. Tyrannochthonius rotundimanus ingår i släktet Tyrannochthonius och familjen käkklokrypare. Inga underarter finns listade i Catalogue of Life.